# Elektronisk p-skive
En elektronisk p-skive (parkeringsskive) virker ved at en sensor registrerer om bilen kører eller holder stille og sætter derefter automatisk uret på det givne tidspunkt man har parkeret bilen. Derved undgår man at komme til at glemme at stille p-skiven.
En elektronisk p-skive findes i to versioner – én der skal monteres med ledning (dette kan gøres hos en automekaniker) og en type der er ledningsfri og med batteri, som man selv kan sætte i ruden.
| Stub | Spire Denne bilrelaterede artikel er en spire som bør udbygges. Du er velkommen til at hjælpe Wikipedia ved at udvide den. |